# Coenotephria fortificaria
Coenotephria fortificaria là một loài bướm đêm trong họ Geometridae.